# Želešice
Želešice (v místním nářečí Žilošice, německy Schöllschitz) jsou obec v okrese Brno-venkov v Jihomoravském kraji. Rozkládají se nedaleko města Modřice, na okraji Dyjsko-svrateckého úvalu. Žije zde přibližně 1 900 obyvatel.
Jedná se o vinařskou obec ve Velkopavlovické vinařské podoblasti (viniční tratě Hojnary, Kopečky, Myšák).

## Historie
První písemná zmínka o obci pochází z roku 1228.
Na počátku 17. století zde bylo 68 domů, z nich bylo po třicetileté válce 11 pustých. V roce 1750 to už bylo 78 domů, roku 1790 zde bylo už 88 domů se 657 obyvateli, roku 1834 to bylo 107 domů a 746 obyvatel.
Do roku 2006 byla starostkou Hana Slámová, v letech 2006–2014 vedl obec starosta Jiří Kvasnička. Po komunálních volbách jej nahradila Magda Kvardová.

## Obyvatelstvo
| 1869 | 1880 | 1890 | 1900 | 1910  | 1921  | 1930  | 1950  | 1961  | 1970  | 1980  | 1991  | 2001  | 2011  |
| ---- | ---- | ---- | ---- | ----- | ----- | ----- | ----- | ----- | ----- | ----- | ----- | ----- | ----- |
| 952  | 981  | 986  | 987  | 1 031 | 1 076 | 1 115 | 1 117 | 1 136 | 1 175 | 1 200 | 1 171 | 1 175 | 1 549 |

## Pamětihodnosti
- Kostel Neposkvrněného početí Panny Marie
- Vodní mlýn č.p. 122

## Galerie

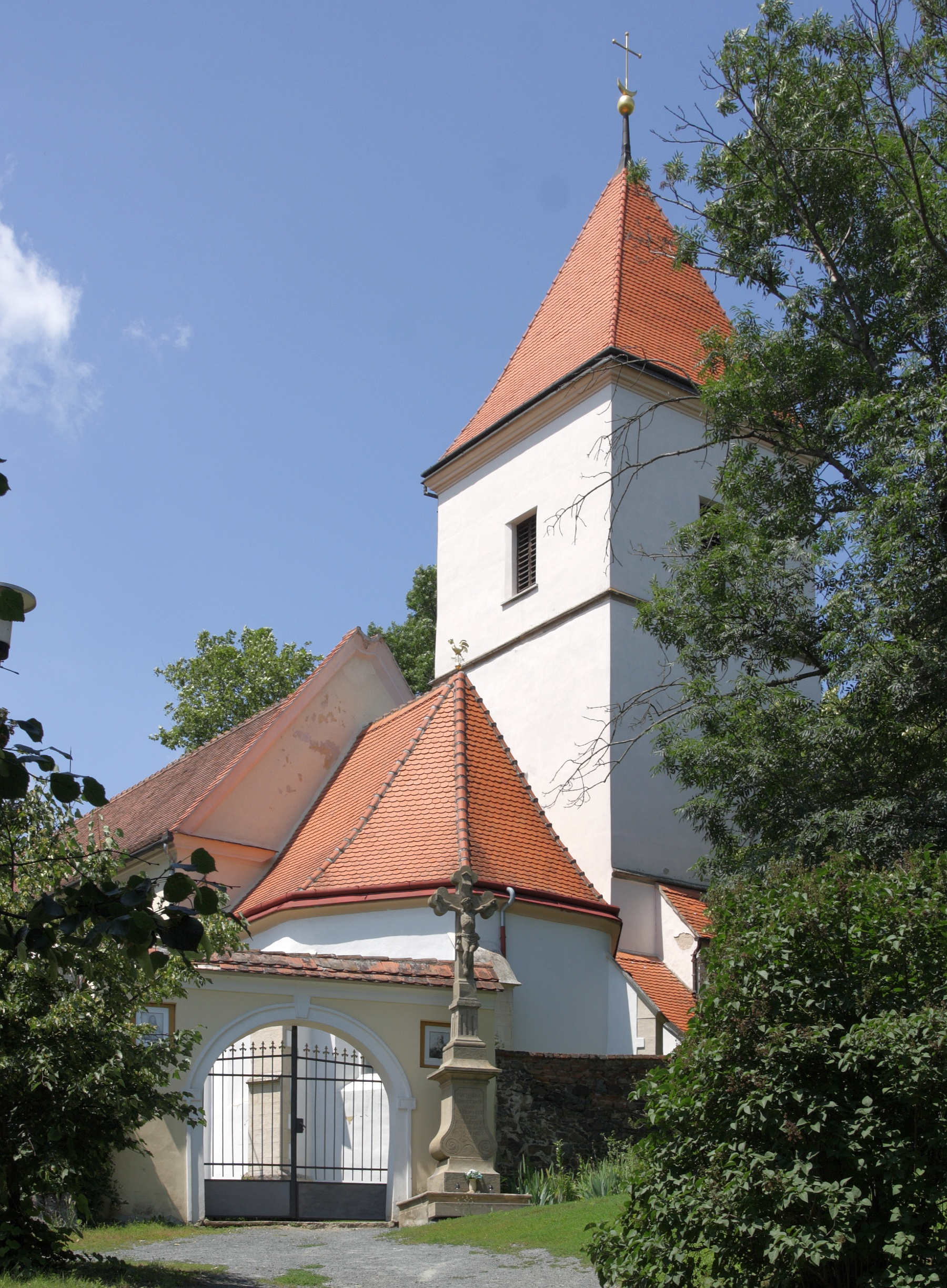
Kostel Neposkvrněného početí Panny Marie
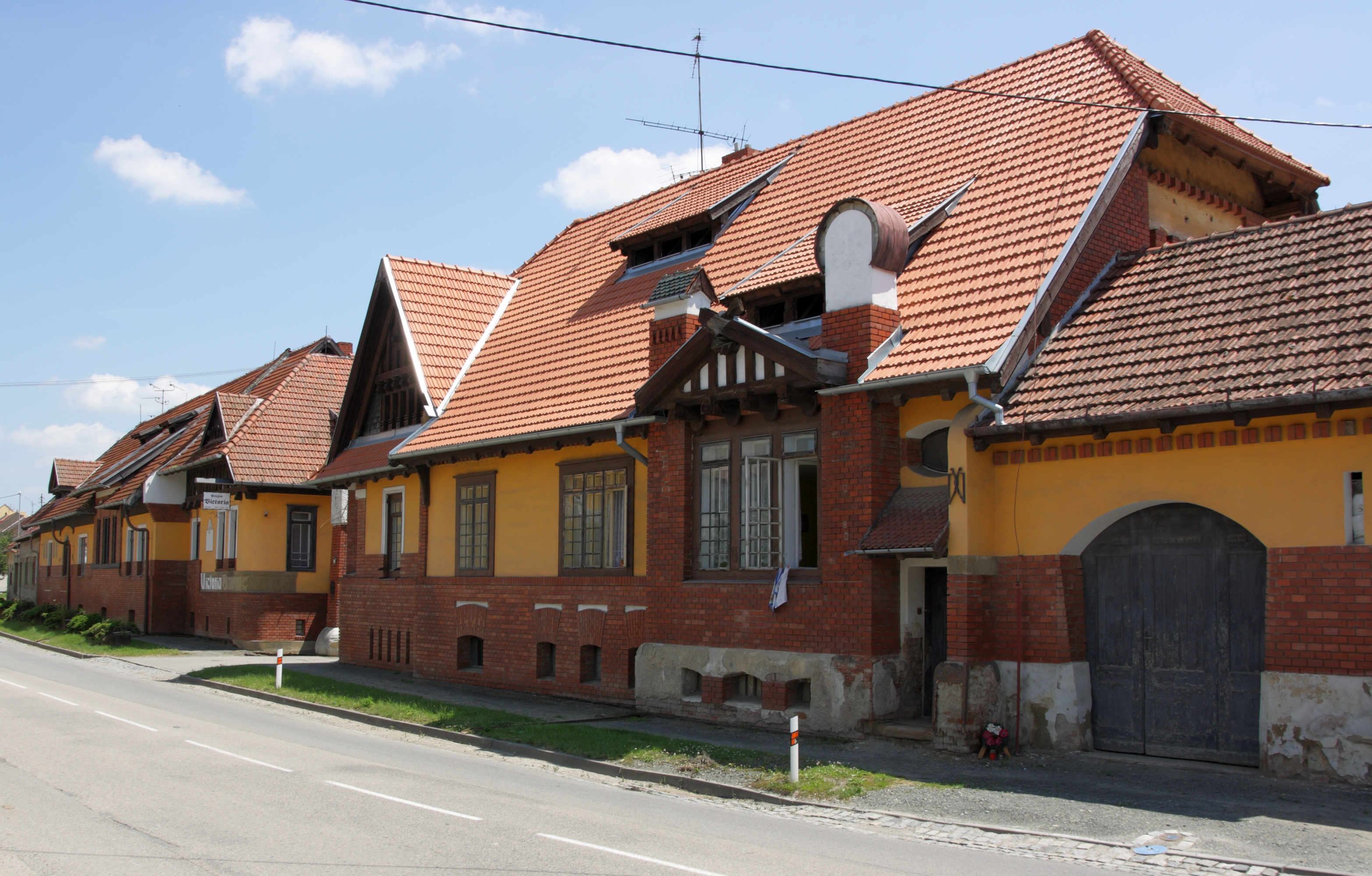
Venkovská usedlost Victoria
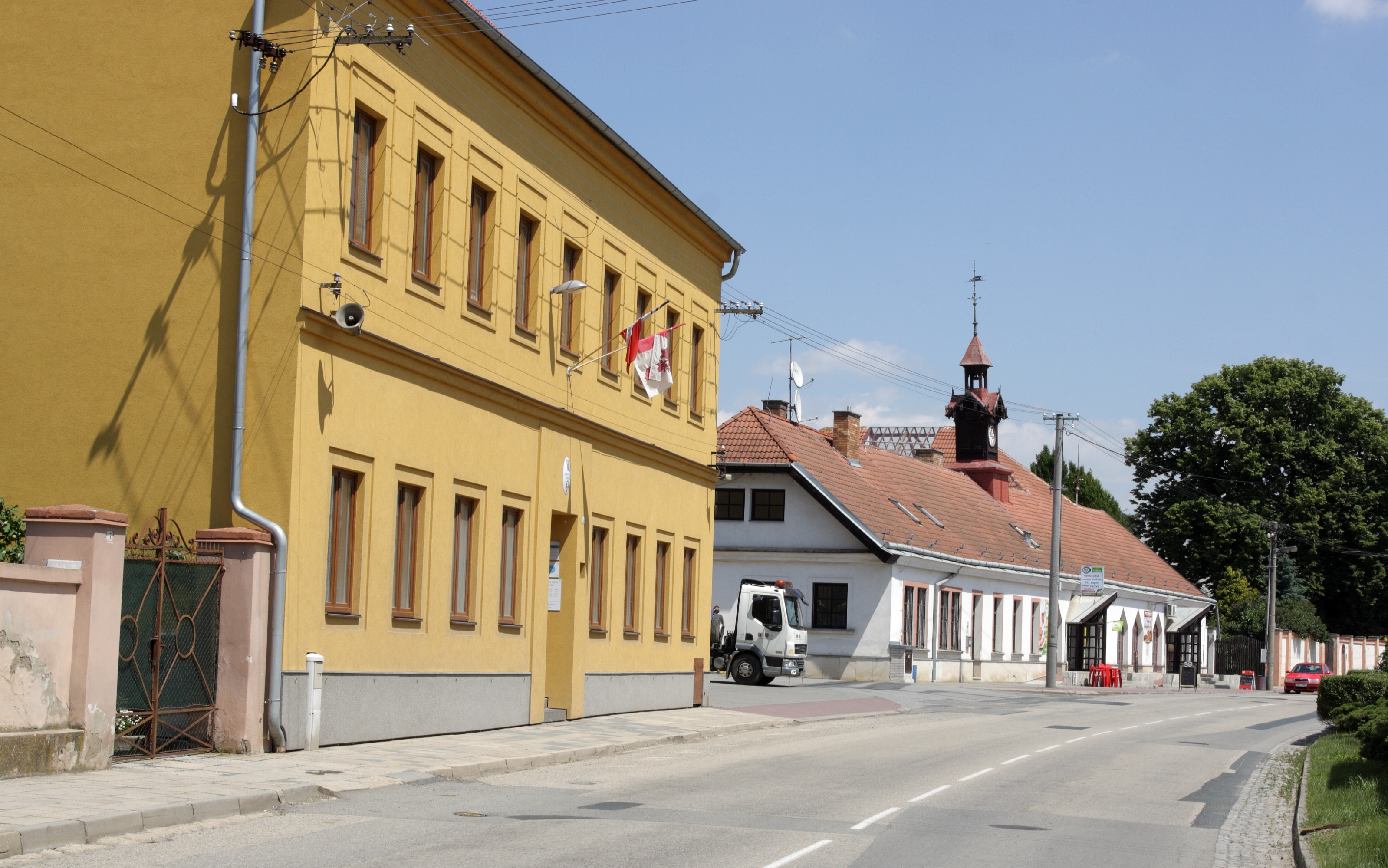
Obecní úřad